# Окская птицефабрика
Окская птицефабрика — одно из крупнейших птицеводческих предприятий Рязанской области, специализирующееся на производстве куриных яиц. В её состав входят три птицефабрики, племенной репродуктор, зерновое хозяйство и комбикормовый завод.

## История
Фабрика была основана в апреле 1972 года для обеспечения населения региона яйцами. Уже в мае 1973 года на предприятии вывели первых 12 тысяч цыплят из яиц, привезённых из Прибалтики.
Первоначальный проект включал строительство 59 объектов и предполагал содержание 270 тысяч кур-несушек с годовым производством 65 миллионов яиц. К 1982 году фабрика превысила запланированные объёмы.
Для дальнейшего развития произошло объединение с другими предприятиями, такими как «Рыбновская» и «Городская» птицефабрики, Денежниковский комбикормовый завод, Александровский репродуктор и ООО «Павловское». Благодаря этому фабрика обеспечила полный производственный цикл — от выращивания зерна до упаковки готовой продукции.

## Настоящее время
На сегодняшний день Окская птицефабрика является крупнейшим производителем яиц в регионе. Основные рынки сбыта — Москва, Московская и Рязанская области. Продукция поставляется в крупные торговые сети, включая «Метро», «Ашан», «Зельгрос», «Перекрёсток», «Дикси» и «Магнит».
На предприятии ведётся полный цикл производства: выращивание цыплят, производство кормов, сортировка и упаковка яиц, доставка в магазины. Каждое яйцо имеет маркировку с датой выпуска и логотипом.
Фабрика обладает патентами на упаковку и собственный логотип. В день производится около 4 миллионов яиц — значительно больше, чем в 2001 году (350 тысяч).
Такжке фабрика производит около:
- 30 000 000 цыплят в год.[5]
- 72 000 тонн зерна в год[5]
- 2 000 тонн корма в сутки[5]
- 4 000 000 яиц в сутки[5]

Основной доход фабрики формируется за счёт:
- продажи яиц — 83,3 %,
- мясной продукции — 12,7 %,
- зерна — 4 %.

## Социальная поддержка
АО «Окская птицефабрика» является градообразующим предприятием. Также птицефабрика является важным предприятие для местных жителей. Она поддерживает школы и детские сады, а также профинансировала ремонт спортивного комплекса в посёлке Окский.